# محمد الرضواني
محمد الرضواني (1852-1942م) هو عالم دين من الموصل.

## ترجمته
ولد الشيخ محمد بن عثمان الرضواني في الموصل سنة 1269هـ، وهم سادة حسنيون حل جدهم الأعلى حسين بن السيد امسيح الموصل قبل حوالي أربعمائة سنة. تتلمذ الشيخ الرضواني على الشيخ صالح بن طه الخطيب وقرأ الجامع الصغير من علوم القراءات السبع على تلميذه محمد صالح الجوادي وفي طريقهِ إلى مكة المكرمة أخذ اجازات أخرى في الأدعية والاذكار وقراءة الأحزاب عن الشيخ عبد الحق الحجازي وأسرة الرضواني من الأسر الجليلة في الموصل أشتهرت بالعلم والتقوى، وكان الشيخ الرضواني علما من أعلام الموصل في الزهد وكرم الأخلاق، ينقاد اليه الناس ويأخذون عنه ويحتكمون إليه ويطلبون منهُ البركة. ودرس عليه كثير من أهل الموصل في مدرسة النبي شيت وفي مدرستهِ الكائنة في مسجده، وكان يتنزه عن الوظائف مهما كان نوعها.
وأشتغل بالتجارة وراحت تجارته وعلى الرغم عن كل ذلك كان زاهداً عزوفاً عن الدنيا وبهرجتها جم الأدب والتواضع كثير الإحسان، يقدم إلى مدرسته مبكراً قبل طلوع الشمس ويصلي الفجر في مسجد المدرسة. ويدرس تلامذته عن طريق عرض المشكلات العلمية والمسائل العويصة وإدارة النقاش حولها حتى يتوصل إلى النتيجة، وكان الشيخ محمد الرضواني حنفي المذهب سلفي العقيدة مال إلى قراءة الكتب الصوفية الا أنه اعجب بالغزالي ولا سيما كتابه احياء علوم الدين وبعد انهاء دروسه كان يذهب إلى محل تجارته ماشياً فقد كره التفاخر والمظاهر ولقد ساعد الفقراء والمحتاجين ولم يبخل بمالهِ على محتاج كما لم يبخل على طالب علم.
يحدثنا سالم عبد الرزاق عن الشيخ محمد الرضواني قائلاً: «رأيت الشيخ الرضواني طيب الله مثواه وأنا ابن سبع سنين وصورته لم تزل في مخيلتي لاتفارقها إذ كنت اتردد مع والدي على جامع الجويجاتي في الموصل لاداء صلاة الجمعة وكان والدي من رواده ومريديه ينتظر مقدم شيخه الرضواني عند مدخل الجامع ليمشي معه تبركاً حتى مكان جلوسه وتعبده في باحة المسجد والشيخ الرضواني يحضر مبكراً. وفي ذات جمعة كان والدي يشكو مرضاً شديداً حتى اتخذ من كتفي متكئاً في مشيه وعند مدخل الجامع رقاه شيخه الرضواني فانعم الله عليه بالعافية». ويخبرنا سالم عبد الرزاق بانه زار الشيخ رشيد الخطيب وأطلع على مذكراته وورد فيها ما يأتي بتاريخ 28/صفر/1360هـ «درس الشيخ محمد الرضواني العلوم العقلية والنقلية على الشيخ صالح افندي الخطيب (والد الشيخ رشيد) وأخذ منه الإجازة العالمية».
وكان كثير الصمت قليل الكلام على وفرة معلوماته، متمسكاً بالأحاديث الصحيحة الواردة في فضيلة الصمت، وكان لا يتكلم فيما لا يعنيه بعيداً عن غيبة الناس يمشي على خطوات السلف الصالح فهو مثال للمسلم الحقيقي وكان للاسرة مسجد باسمها ملاصق لداره، وعّمر مدرسته في مسجد وجعل فيها مكتبة خاصة عامرة وجدد عمارة المسجد عام 1340هـ ولكرهه للمظاهر والتفاخر لم يرض أن يكتب أسمه على عمارة المدرسة ولا على تجديد المسجد: وسعى الشيخ الرضواني إلى إعطاء طلبته المكانة التي يستحقونها، فقد اقام حفلاً في مدرسته الرضوانية عام1331هـ بمناسبة حصول رشيد وسعد الدين الخطيب على الإجازة العالمية وكان الشيخ الرضواني قد حصل على اجازته العالمية من والدهما الشيخ صالح الخطيب الذي توفي وما زال ولداه طفلين فرعاهما الشيخ محمد الرضواني برا باستاذه حتى اخذا العلم على يديه وكان الملا عثمان الموصلي مقرئ تلك الليلة وقد أرخها بأبيات من الشعر قال فيها عثمان الموصلي:
وكان يخطب يوم الجمعة في جامع الباشا لمدة عشر سنوات ثم انتقل للخطبة في جامع الجويجاتي بعد وفاة شيخه صالح الخطيب. وكان كثير الإحسان وقد قام بدور مشرف في مساعدة الناس واطعام الجائعين أثناء المجاعة التي حلت بالموصل عام 1917 أبان الحرب العالمية الأولى والمعروفة محلياً (بسنة الليرة) وكان يصوم في أكثر أيام السنة. ويقدم للأمامة في الصلاة من يجده اهلاً لذلك. وكان رجلاً شديداً على صروف الايام وقهر الزمن فقد توفي له في حياته خمسة عشر ولداً في سن الطفولة وكان كلما توفي احدهم غسله بنفسه وجهزه وحمله إلى مثواه الأخير دون أن يبكى أو يظهر عليه الجزع ويقول لطلابه: ان طفلاً قد توفي في المحلة فمن يرغب بتشييعه بعد الدرس فليتأخر. وإذا بالطفل ولده وعلى الرغم من كثرة تدريسه فقد اجاز اربعين عالماً، ولم يعرف عنه انه ترك مخطوطاً وقد تنوقلت افكاره وآراؤه شفاها، مما اضاع الكثير منها. وكانت حلقته التدريسية اوسع حلقة في الموصل يقصده طلاب العلم من كل مكان. وقد اجاز الشيخ محمد الرضواني علماء كباراً لهم اثر كبير في التطور العلمي والديني في الموصل ولا سيما في الشريعة والفقه واللغة العربية منهم: عثمان الديوه جي وأحمد الديوه جي وأحمد الجوادي وصالح الجوادي ورشيد الخطيب وسعد الدين الخطيب وعبد الغفور الحبار والشيخ عبد الله النعمة وفائق الدبوني وعبد الجواد الجوادي وعبد الله الحسو وغيرهم.